# Limonium imbricatum
Limonium imbricatum är en triftväxtart som först beskrevs av Philip Barker Webb och Frédéric de Girard, och fick sitt nu gällande namn av Frederic Tracy Hubbard och Liberty Hyde Bailey. Limonium imbricatum ingår i släktet rispar, och familjen triftväxter. Inga underarter finns listade i Catalogue of Life.